# Shawna Pendry
Shawna Pendry (* 5. April 2002 in Derby) ist eine britische Biathletin.

## Leben und Karriere
Shawna Pendrys Familie zog 2006 nach Font-Romeu in den Pyrenäen um, wo Pendry bis heute lebt. Sie trat dem örtlichen Skiverein bei und wurde in jungen Jahren von Bruno und Claudine Magdinier trainiert. Ab 2010 nahm sie an regionalen Langlaufrennen teil. Seit 2013 ist sie Biathletin und nahm seitdem überwiegen an nationalen Wettkämpfen teil.
Ihr internationales Debüt gab Shawna Pendry beim IBU-Junior-Cup in der Saison 2018/19. Es folgten Teilnahmen bei mehreren Junioreneuropa- und weltmeisterschaften. Ebenfalls nahm sie an den Olympischen Jugendspielen 2020 in Lausanne teil. 2021 bestritt sie ihre ersten Rennen im regulären IBU-Cup, auch an den Sommerbiathlon-Weltmeisterschaften 2021 nahm die Britin teil.

## Statistiken

### Juniorenweltmeisterschaften
Ergebnisse bei den Jugendweltmeisterschaften:
| Weltmeisterschaften | Weltmeisterschaften | Einzel | Sprint | Verfolgung | Staffel |
| Jahr                | Ort                 | Einzel | Sprint | Verfolgung | Staffel |
| ------------------- | ------------------- | ------ | ------ | ---------- | ------- |
| 2019                | Osrblie             | 79.    | 78.    | –          | -       |
| 2020                | Lenzerheide         | 83.    | 80.    | –          | –       |
| 2021                | Obertilliach        | 40.    | 45.    | 41.        | –       |